# Taste in Men
Singles de Placebo
Burger Queen Slave to the Wage
Taste in Men est une chanson du groupe de rock Placebo. C'est la première piste de l'album Black Market Music. C'est le premier single de l'album.
Le sample utilisé en introduction de Taste in Men provient de la ligne de basse d'introduction du titre Let There Be More Light de Pink Floyd.
Le texte parle d'une personne qui se morfond à attendre le retour de son amour, usant d'alcool pour éponger sa peine le jour de la Saint-Valentin.
Comme l'explique Brian Molko lui-même : « C'est une chanson simple applicable à toute sexualité. Et c'est une chanson simple disant « tu m'as jeté, reviens vers moi ». La personne qui vit dans cette chanson se regarde dans un miroir et demande « Pourquoi ? Qu'est ce qui ne va pas avec moi ? Pourquoi cette personne m'a quitté ? Je ferais n'importe quoi pour la faire revenir », ce qui est vraiment un mauvais état d'esprit dans lequel être. Et il fallait que ça se ressente dans les sons du morceau, alors nous avons tenté de faire en sorte que ce soit aussi brutal que l’EP Broken de NIN, férocement méchant. Les paroles sont assez simples et répétitives. Et c’est intéressant d’écrire les chansons du point de vue de toutes les orientations sexuelles, étant le genre de personne marchant à voile et à vapeur. »

## Liste des titres du single
- Liste des titres, CD1

1. Taste in Men
2. Theme from Funky Reverend
3. Taste in Men (Remixé par Alpinestars Kamikaze)

- Liste des titres, CD2

1. Taste in Men
2. Johnny and Mary
3. Taste in Men (Adrian Sherwood go dub mix)